# Dique El Cajón

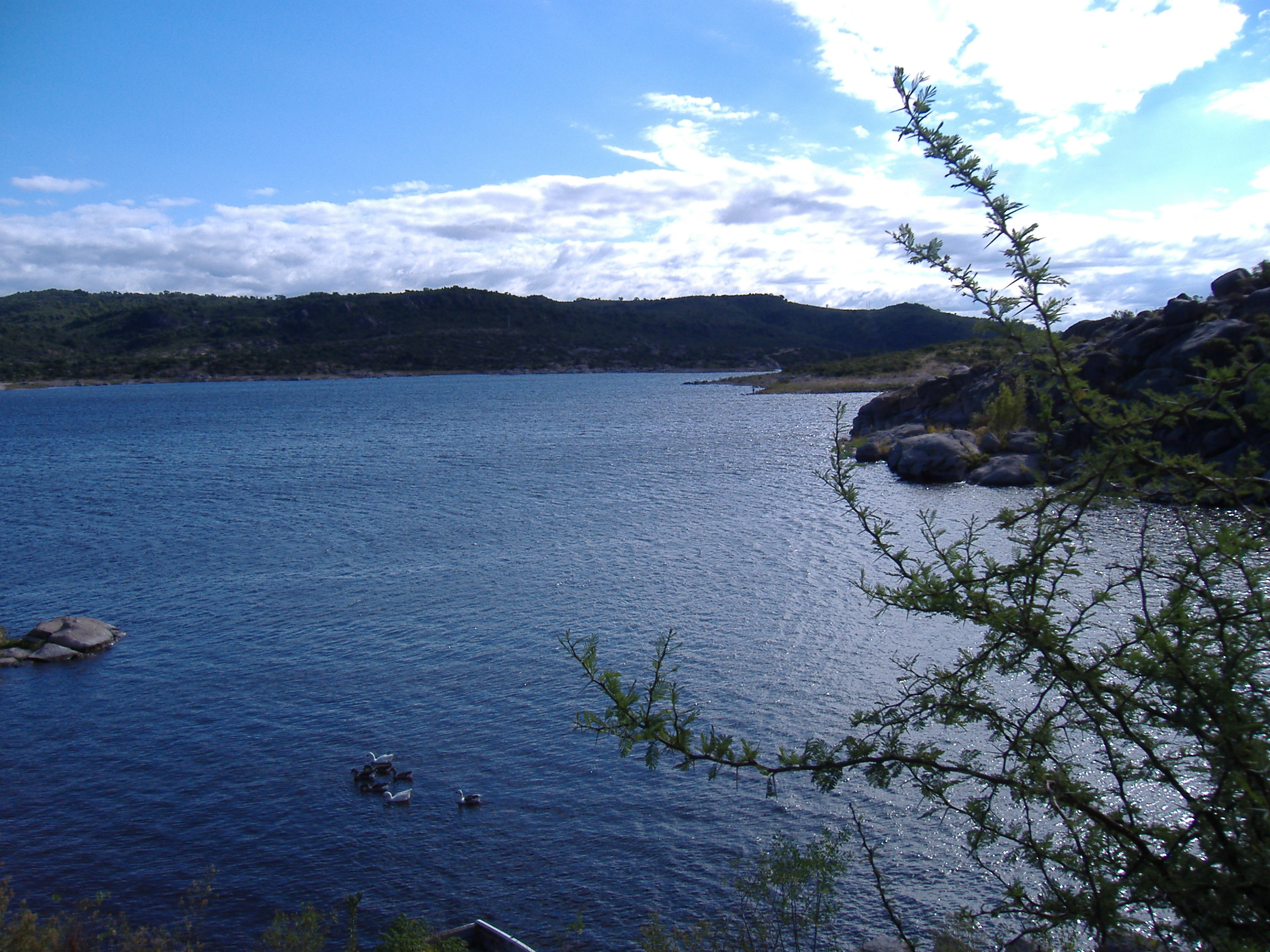
El reservorio.

El Dique El Cajón, oficialmente Embalse Heralio Argañaraz es un embalse en el centro oeste de la provincia de Córdoba, Argentina, cerca de Capilla del Monte,  a 30°51′S 64°33′O / -30.850, -64.550, y una altitud de 910 m s. n. m.
Se interseca con el curso del río Dolores. El murallón del dique tiene 39 m de altura, creando un lago artificial de 1,45–1,8 km² y un volumen de 8 hm³ y un máx de 12 hm³. Se alimenta de una cuenca de 154 km² con 600 mm/año. El vertedero puede evacuar un máx de 1200 m³/s
El Cajón es de concreto y apoya sobre terreno granítico. Fue construido entre 1987 y 1993. Funciona como reservorio de agua dulce, para regular el caudal del río, y para actividades recreativas: pesca de carpa y pejerrey; vela, canotaje, windsurf (no se permite navegación a motor).

## Complejo turístico El Zapato-Dique El Cajón
- Se accede a su murallón desde el "Complejo El Zapato-El Cajón": a 1 km del centro de Capilla del Monte, en las serranías, la erosión labró "El Zapato", donde se levanta un complejo turístico. A poca distancia de allí está el Dique El Cajón que embalsa al Río Dolores. Sobre la costa Este del dique se encuentra la tapera de la casa del actor Enrique Muiño.

### Mesa de rituales comechingones
Cruzado el paredón, se gira a la derecha, se va por un sendero a una roca de 3 pies: "mesa de los rituales" de la antigua cultura comechingón.